# Jugend am Werk Steiermark
Die Jugend am Werk Steiermark GmbH ist ein gemeinnütziges Unternehmen im Bereich sozialer Dienstleistungen in der Steiermark. Die Arbeitsschwerpunkte liegen in den Bereichen Ausbildung, Arbeit und Beschäftigung sowie Betreuung, Freizeit und Wohnen. Als steirischer Anbietern sozialer Dienstleistungen beschäftigt es an 160 Standorten mehr als 1.400 Mitarbeiter; jährlich nehmen mehr als 8.000 Menschen die entsprechenden Angebote wahr.
Eigenständige Organisationen mit dem gleichen Namen existieren in Wien (Jugend am Werk) sowie in Kärnten (Jugend am Werk Kärnten). Außerdem gibt es die Jugend am Werk Salzburg GmbH und die Jugend am Werk Burgenland GmbH, beides Tochterunternehmen der Jugend am Werk Steiermark GmbH, und die Jugend am Werk GmbH in Oberösterreich, eine Tochter der BBRZ-Gruppe.

## Tätigkeitsfelder und Zielsetzung
Die Jugend am Werk Steiermark GmbH arbeitet im Bereich der Inklusion von Menschen mit Behinderung, in der Jugendwohlfahrt und in der Ausbildung bzw. Beschäftigung von jungen Menschen. Es gibt Werk- und Ausbildungsstätten, Wohneinrichtungen sowie Beratungs- und Begleitungsangebote. Jugend am Werk Steiermark  richtet sich an Kinder, Jugendliche und Erwachsene mit Unterstützungsbedarf in beruflichen, sozialen und persönlichen Lebensfragen und möchte deren Chancengleichheit in der Gesellschaft erreichen.

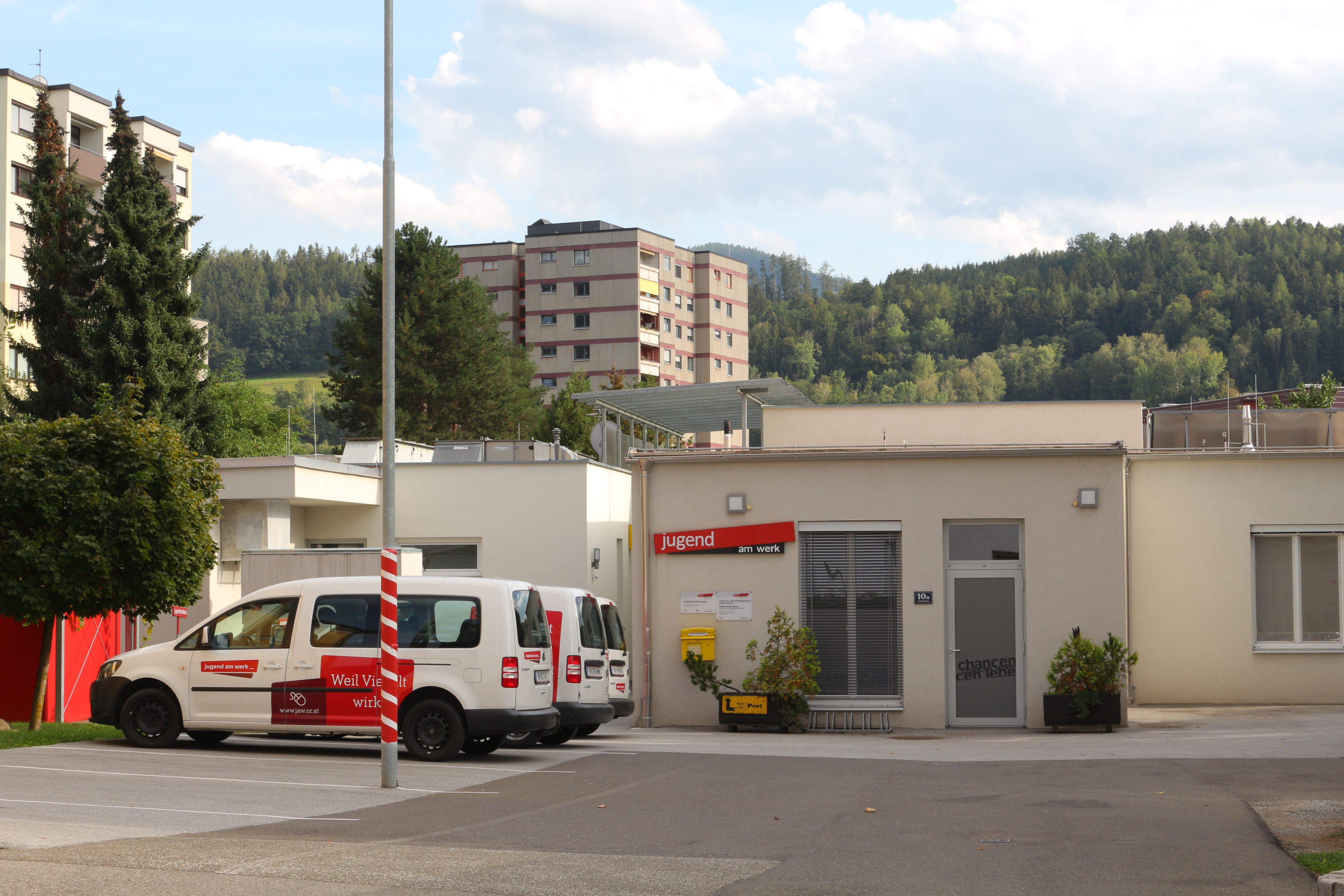
Standort von Jugend am Werk in Leoben; ehemals Zielpunkt-Filiale

Ziel ist eine inklusive Gesellschaft, an der alle Menschen gleichberechtigt teilhaben können. Allen Menschen soll ein möglichst eigenständiges, selbstbestimmtes und aktives Leben möglich sein. Das Recht zur Teilhabe bezieht sich auf alle Lebensbereiche.

## Geschichte

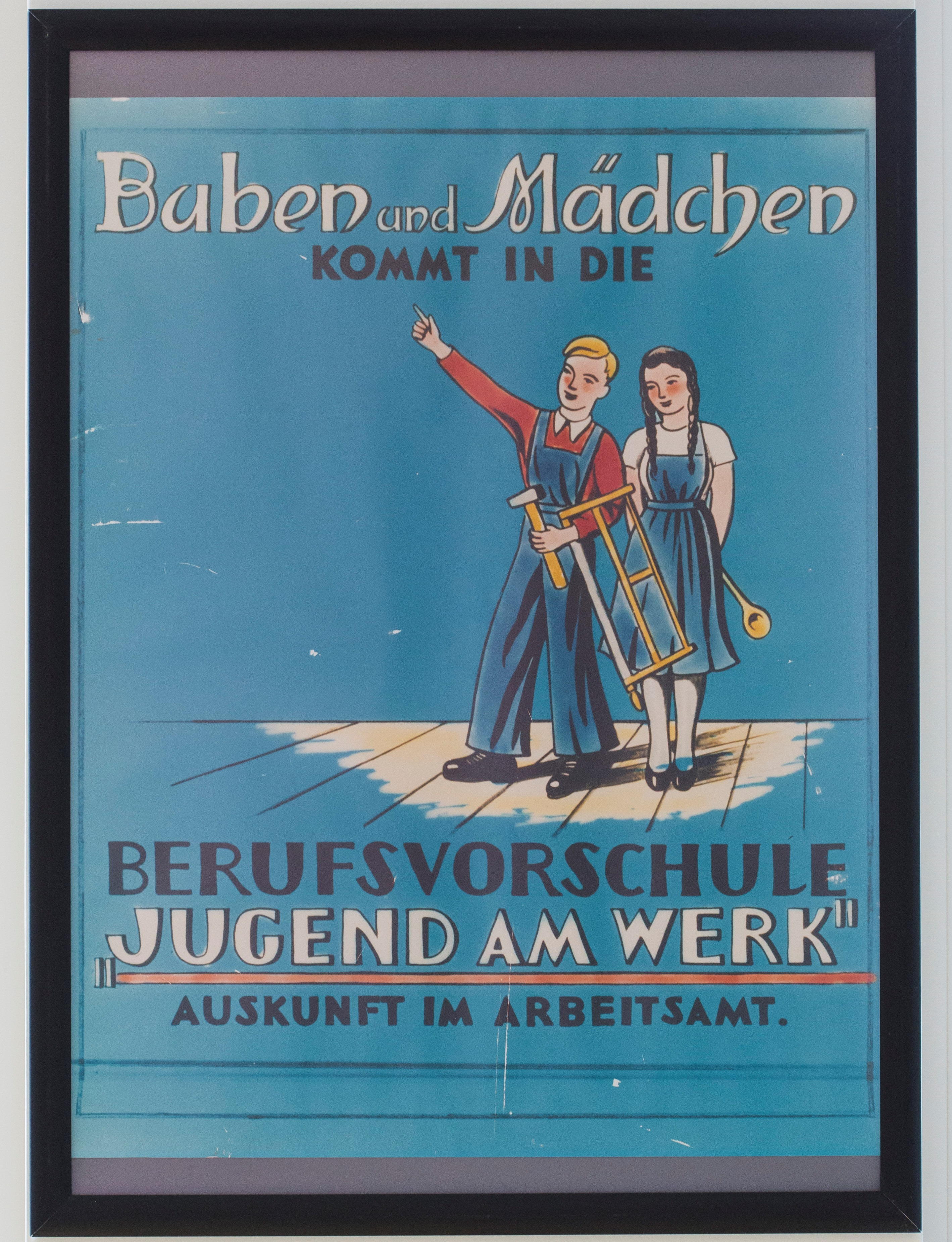
Historisches Plakat Jugend am Werk

Jugend am Werk begann seine Arbeit 1948. In der damaligen Arbeitsmarktverwaltung suchte man nach Lösungen für die hohe Jugendarbeitslosigkeit nach dem Zweiten Weltkrieg. Die sogenannte Berufsvorschule Jugend am Werk setzte zahlreiche Kursmaßnahmen um. Noch im Gründungsjahr wurden Standorte in Graz, Judenburg, Zeltweg und Fohnsdorf errichtet und 270 Jugendliche betreut. 1955 waren es bereits mehr als 3.700 Jugendliche an 20 Standorten.
Als in Österreich mit der Hochkonjunktur der 1960er‐Jahre die Arbeitslosigkeit drastisch sank, überlegte die Vereinsleitung die Auflösung der Organisation. Es kristallisierte sich jedoch bald ein neuer Tätigkeitsbereich heraus: In vielen Kursen wurden bereits Jugendliche mit Behinderung betreut, und so wurde die Arbeit mit Menschen mit Behinderung das neue zentrale Aufgabengebiet. Auf Grundlage des Steiermärkischen Behindertengesetzes (1964) wurden neue, diesbezügliche Angebote installiert.
Mit den Wirtschaftseinbrüchen in den 1970er‐Jahren gewann auch der AMV‐Bereich erneut an Bedeutung, so dass sich die Arbeit von Jugend am Werk Steiermark nun auf zwei Säulen stützte: Berufsvorbereitungslehrgänge für arbeitslose Menschen und Ausbildungen im Hotel‐ und Gastgewerbe. Im Bereich der Behindertenhilfe gab es in dieser Zeit eine regionale Ausweitung.
Mit Beginn der 1980er‐Jahre entstanden die ersten privaten Initiativen im Rahmen der so genannten Fürsorge in der Steiermark. Eines dieser Projekte – die erste sozialpädagogische Wohngemeinschaft überhaupt in der Steiermark – wurde ab 1982 von Jugend am Werk geführt. Mit dieser Einrichtung wurde auch der Grundstein für den späteren Fachbereich Jugendwohlfahrt gelegt.
Im Jahr 2000 wurde die Jugend am Werk Steiermark GmbH im 100%igen Eigentum des Vereins gegründet. Alle operativen Tätigkeiten der sozialen Arbeit, der Qualifikation und Ausbildung, der Aktivitäten zur Arbeitsintegration erfolgen in der GmbH.
Aktuell sieht sich die Jugend am Werk Steiermark GmbH mit wachsenden Herausforderungen konfrontiert: Erhaltung bzw. ständige Verbesserung der Qualität der Dienstleistungen bei gleichzeitig schonendem Umgang mit den öffentlichen Ressourcen, Anpassung der Dienstleistungsangebote an die neuen gesetzlichen Grundlagen und veränderte Rahmenbedingungen auf Grund strenger Ausschreibungsmodalitäten im arbeitsmarktpolitischen Bereich sind wesentliche Punkte.

## Verein
Der Verein Jugend am Werk wurde 1948 gegründet. Die Jugend am Werk Steiermark GmbH ist zu 100 % eine Tochter des Vereins „Jugend am Werk Steiermark“ und wurde im Jahr 2000 gegründet. Alle operativen Tätigkeiten der sozialen Arbeit, der Qualifikation und Ausbildung, der Aktivitäten zur Arbeitsintegration sowie der Flüchtlingsbetreuung erfolgen in der GmbH. Darüber hinaus beschäftigt sich der Verein Jugend am Werk Steiermark mit übergreifenden Aufgabenstellungen. Dazu gehört etwa die bestmögliche Qualifikation und Weiterbildung von Menschen in sozialen Berufen (Weiterbildungsinstitut „inbildung“) und die professionelle Beratung der Kunden und deren Angehöriger (Rechtsberatung „inberatung“). Ihm gehören als Mitglieder steirische Gemeinden, die Wirtschaftskammer Steiermark, der Österreichische Gewerkschaftsbund (ÖGB) und die Arbeiterkammer Steiermark an. Der Vereinsvorstand besteht aus folgenden Personen:
- Präsidentin: Anna Rieder, Landtagspräsidentin a. D.
- Stellvertretende Präsidentin: Verena Nussbaum, Abgeordnete zum Nationalrat der SPÖ
- Vorstandsmitglieder: Josef Wallner, Bürgermeister von Deutschlandsberg, Johannes Schwarz, SPÖ-Landtagsabgeordneter, Ute Sonnleitner, Landesbildungssekretärin des ÖGB Steiermark, Klaus Zenz, Landtagsabgeordneter SPÖ, Günter Pirker, Landesgeschäftsführer des GemeindevertreterInnenverbandes Steiermark[8]